# Варніна Сюзанна
Сюзанна Варніна (до шлюбу Абдулла; нар. 8 червня 1994, Воронеж, Росія), відома як Сюзанна — українська і російська співачка і авторка пісень. Найбільшу популярність здобула після виступу на українському телешоу X-Фактор з кавером на пісню Halo американської співачки Бейонсе, що набрала понад 20 мільйонів переглядів на Youtube, а також дуетом Мальбек і Сюзанна.

## Біографія
Народилася у Воронежі, де її батьки навчалися в університеті. Після закінчення навчання мати, Ольга Пищик, разом з Сюзанною і її старшою сестрою Сабріною повернулася на батьківщину, місто Керч (Крим). Батько ж їде до себе на батьківщину в Ємен і контакт між ними втрачається.
З дитинства Сюзанна починає займатися музикою і танцями, з 9 років ходить на заняття з вокалу.

## Кар'єра

### 2010: Х-Фактор
Першу популярність Сюзанні принесла участь в першому сезоні українського шоу Х-фактор, де вона дійшла до тренувального табору. Відео з кастингу стало вірусним на YouTube і в сумі набрало близько 20 мільйонів переглядів.

### 2011—2014: телешоу «Хвилина слави» і «Артист»
У 2011 році брала участь у відбірковому турі на Нову Хвилю 2011 від України, з піснею Олександра Пономарьова «Я люблю тільки тебе», але не пройшла до фінального етапу. Роком пізніше брала участь в шоу Хвилина слави, де виконала пісню Ріанни «Russian Roulette».
У 2014 Afisha.ru назвав Сюзанну «новою українською поп-музикою» нарівні з Іваном Дорном, Kazaky, Ією і Монатіком.

## Особисте життя
Мати — Ольга Пищик, викладачка української мови. Батько Салем — ефіоп, родом з Ємену, кинув сім'ю в 1996 році, коли Сюзанні було 1,5 роки. Наступна зустріч з батьком відбулася через 14 років, на шоу Фабрика зірок, де брала участь її старша сестра Сабріна.
Колишній чоловік — Роман Варнін. У 2019 році народила від нього дочку Євангеліну-Софію. Розлучилися в 2020, після оприлюднення Сюзанною його домашнього насильства.
Улюблені музичні групи: Океан Ельзи і Muse[джерело?].

## Дискографія

### Студійні альбоми
| Назва                                                 | Деталь                                                                    |
| ----------------------------------------------------- | ------------------------------------------------------------------------- |
| Та сама                                               | - Випущений: 21 Вересня 2017 - Лейбл: MLBC - Формат: цифрова дистрибуція  |
| Reptiland (спільно з Мальбек)                         | - Випущений: 2 жовтня 2018 - Лейбл: MLBC - Формат: цифрова дистрибуція    |
| Думаєш, це кінець? (спільно з Мальбек)                | - Випущений: 1 травня 2020 - Лейбл: MLBC - Формат: цифрова дистрибуція    |
| Думаєш, це кінець? Deluxe Edition (спільно з Мальбек) | - Випущений: 10 липня 2020 - Лейбл: MLBC - Формат: цифрова дистрибуція    |
| Непросто зі смаком                                    | - Випущений: 31 жовтня 2019 - Лейбл: MLBC - Формат: цифрова дистрибуція   |
| MEGALITH                                              | - Випущений: 3 грудня 2020 - Лейбл: Suzanna - Формат: цифрова дистрибуція |
| Karaoke Provoke                                       | - Випущений: 23 липня 2021 - Лейбл: Suzanna - Формат: цифрова дистрибуція |